# Scuticaria
Scuticaria é um género de peixes da família Muraenidae.

## Espécies
O género Scuticaria inclui as seguintes espécies validamente descritas:
- Scuticaria okinawae (Jordan & Snyder, 1901)
- Scuticaria tigrina (Lesson, 1828)